# FK Distribution
FK Distribution A/S (tidligere Forbruger Kontakt A/S) er en dansk distributionsvirksomhed. Virksomheden, der er et datterselskab til North Media, beskæftiger sig med distribution af adresseløse forsendelser. Det kan eksempelvis være ugeaviser og tilbudsaviser. Per 2020 havde virksomheden 420 fuldtidsbeskæftigede funktionærer ansat og omkring 10.000 omdelere tilknyttet.
FK Distribution har hovedsæde i Taastrup samt pakkerier i både Taastrup og Tilst ved Århus, samt underafdelinger i Esbjerg og Odense.
FK Distribution står desuden bag minetilbud.dk, og NejTak+ ordningen.

## Historie
Virksomheden blev grundlagt i 1965 og havde fra 1972 til december 2010 navnet Forbruger Kontakt A/S. Virksomheden er den største private distributør af tryksager[kilde mangler].
i 2018 overtog FK Distribution Nej Tak ordningen fra PostNord, som hidtil havde administreret ordningen. 

## Omdeling
FK Distribution deler tryksager ud i hele Danmark.  